# Ро, Эллиот Вердон
Эдвин Эллиот Вердон Ро (26 апреля 1877 — 4 января 1958) — британский пионер авиации и авиаконструктор. Ро вначале своей карьеры столкнулся с нехваткой финансов, но, решив эту проблему, в 1910 году создал первую в Великобритании авиастроительную компанию Avro.

## Биография
Эллиот Вердон Ро родился 26 апреля 1877 года в Солфорде, Ланкашир. В 1891 году в возрасте 14 лет отправился в Канаду, чтобы учиться на страхового оценщика. В молодости Ро увлекался велосипедным спортом и с успехом принимал участие в гонках на протяжении 1890-х годов. Не сумев получить образование судостроителя, он отправился на службу в торговый флот, где отслужил семь лет (1899—1906). В этот период Ро помогал американцу Дэвидсону строить экспериментальный вертолёт. В 1906 году он запатентовал ручку управления, подобную джойстику.
Авиационная карьера Ро началась в 1907 году с выигрыша приза в 75 фунтов стерлингов, назначенного газетой Daily Mail за постройку летающей модели самолёта. В этом конкурсе он обошёл 200 претендентов. Полученные деньги Ро потратил на создание своего первого настоящего аэроплана, построенного им на Бруклинском велотреке в 1907 году. Хотя этот самолёт так и не смог взлететь, Ро не бросил проект. Из-за нехватки средств ему пришлось продать свой следующий самолёт ещё до того, как он был построен. Ро пришлось жить в том же ангаре, где строилась его машина, обшивку которой он сделал из бумаги, так как средств на полотно не было. Наконец, в 1909 году Ро построил свой третий самолёт, выполненный по схеме триплана. В этот же период он совершил поездку в Ле-Ман, чтобы лично встретиться с братьями Райт, с которыми он вёл переписку с 1904 года. Позднее он устроился работать в Королевский аэроклуб, но затем отправился в США, чтобы участвовать в постройке автожира, оказавшегося неудачным.
Третий самолёт оказался удачным, в июле 1909 года состоялся первый полёт самолёта Roe Triplane, таким образом Ро стал первым англичанином, совершившим полёт на самолёте, полностью построенном в Великобритании. В настоящее время этот самолёт хранится в лондонском Музее науки. Однако 24 декабря 1909 года эксперимент с переносом управляющих поверхностей на новое место привёл к аварии Triplane в парке Уэмбли. При попытке совершить вираж самолёт столкнулся с землёй, повредив крыло.
1 января 1910 года Эллиот Ро вместе со своим младшим братом Хэмфри создал авиастроительную фирму A. V. Roe company. Первым продуктом компании стал самолёт Avro Type D (1911 год). Поплавковый вариант этой машины совершил первый в Британии взлёт с воды 18 ноября. Доработанный Type D принимал участие в гонке на приз газеты Daily Mail. Следующей моделью стал Avro 500 (Type E), два экземпляра которого были заказаны британской армией для Центральной авиашколы Королевского авиакорпуса. 1 мая 1912 года взлетел Avro Type F — первый в мире самолёт с полностью закрытой кабиной. Но свой самый успешный самолёт, Avro 504, Ро создал в 1913 году. Один из самых удачных предвоенных аэропланов, этот самолёт выпускался на протяжении почти 20 лет (всего построили 8340 машин). Хотя Avro 504 больше известны как учебные машины, именно эти самолёты совершили первый в истории бомбардировочный рейд, атаковав ангары немецких «Цеппелинов». Создание Avro 504 позволило Ро полностью решить проблему с финансами и приступить к созданию других, более совершенных самолётов. В 1928 году контроль над A. V. Roe company перешёл к концерну Armstrong Siddeley (компания существовала до 1963 года, когда слилась с концерном Hawker Siddeley). Оба брата Ро продали свои доли и вместе с С. Е. Сандерсом создали фирму Saunders-Roe, специализировавшуюся на постройке летающих лодок.
В 1929 году Ро был произведён в рыцари. В 1933 году он изменил свою фамилию на Вердон-Ро, добавив дефис в своё полное имя в честь матери. В 1930-х годах Ро был членом Британского союза фашистов. Оба сына Эллиота Ро: Эрик и Лайтон — погибли во время Второй мировой войны на службе Королевских ВВС Великобритании. Внук Эллиота Ро, Бобби, стал профессиональным автогонщиком.
Эллиот Вердон Ро скончался 4 января 1958 года в больнице Святой Марии Портсмуте. Похоронен рядом с церковью Святого Андрея в Хэмбле.
В 1980 году Эллиот Ро был включён в Зал славы Аэрокосмического музея Сан-Диего.

## Награды
- Орден Британской империи степени офицера (1 января 1918) — «как эсквайру»[13].
- Звание «рыцарь-бакалавр» с присвоением титулования «сэр» (1 марта 1929) — «за выдающиеся заслуги перед британской авиацией»[14].